# Volby 2014
V roce 2014 proběhly tyto volby:

## Volební kalendář

### Leden
| Datum           | Země                    | Volby        | Vítěz                                     | Poznámky              | Ref   |
| --------------- | ----------------------- | ------------ | ----------------------------------------- | --------------------- | ----- |
| 5. ledna        | Bangladéš               | parlamentní  | Bangladéšská lidová liga                  |                       | [ 1 ] |
| 6. ledna        | Puntland                | prezidentské | Abdiweli Mohamed Ali (UDAD)               | nepřímé               | [ 2 ] |
| 10. – 11. ledna | Česko                   | senátní      | Patrik Kunčar (KDU-ČSL) Libor Lukáš (ODS) | doplňovací; 1. kolo   | [ 3 ] |
| 14. – 15. ledna | Egypt                   | referendum   | pro                                       | schválení nové ústavy | [ 4 ] |
| 17. – 18. ledna | Česko                   | senátní      | Patrik Kunčar (KDU-ČSL)                   | doplňovací; 2. kolo   | [ 5 ] |
| 20. ledna       | Středoafrická republika | prezidentské | Catherine Samba-Panza (nestraník)         | nepřímé               | [ 6 ] |

### Únor
| Datum     | Země      | Volby        | Vítěz                                                | Poznámky                                                                        | Ref                  |
| --------- | --------- | ------------ | ---------------------------------------------------- | ------------------------------------------------------------------------------- | -------------------- |
| 2. února  | Kostarika | parlamentní  | Strana národního osvobození                          |                                                                                 | [ 7 ]                |
| 2. února  | Kostarika | prezidentské | Luis Guillermo Solís (PAC) Johnny Araya Monge (PLN)  | 1. kolo                                                                         | [ 8 ]                |
| 2. února  | Salvador  | prezidentské | Salvador Sánchez Cerén (FMLN) Norman Quijano (ARENA) | 1. kolo                                                                         | [ 9 ]                |
| 2. února  | Thajsko   | parlamentní  | Phak Phuea Thai                                      |                                                                                 |                      |
| 2. února  | Gagauzsko | referendum   | pro                                                  | sebeurčení Gagauzska                                                            | [ 10 ]               |
| 2. února  | Nagasaki  | guvernérské  | Hódó Nakamura (nez.)                                 |                                                                                 | [ 11 ]               |
| 9. února  | Tokio     | guvernérské  | Jóiči Masuzoe (nez.)                                 |                                                                                 | [ 12 ]               |
| 9. února  | Švýcarsko | referendum   | proti, pro, pro                                      | omezení financovaní interrupcí, omezení imigrace, financování a rozvoj železnic | [ 13 ] [ 14 ] [ 15 ] |
| 16. února | Sardinie  | regionální   | Francesco Pigliaru (Demokratická strana)             |                                                                                 | [ 16 ]               |
| 20. února | Libye     | parlamentní  |                                                      |                                                                                 |                      |

### Březen
| Datum            | Země            | Volby        | Vítěz                                  | Poznámky             | Ref    |
| ---------------- | --------------- | ------------ | -------------------------------------- | -------------------- | ------ |
| 9. března        | Salvador        | prezidentské | Salvador Sánchez Cerén (FMLN)          | 2. kolo              | [ 17 ] |
| 9. března        | Kolumbie        | sněmovní     | Sociální strana národní jednoty        |                      | [ 18 ] |
| 9. března        | Kolumbie        | senátní      | Sociální strana národní jednoty        |                      | [ 18 ] |
| 9. března        | Severní Korea   | parlamentní  | Korejská strana práce                  |                      | [ 19 ] |
| 15. března       | Slovensko       | prezidentské | Robert Fico (SMER) Andrej Kiska (nez.) | 1. kolo              | [ 20 ] |
| 15. března       | Jižní Austrálie | parlamentní  | Liberální strana Austrálie             |                      | [ 21 ] |
| 15. března       | Tasmánie        | parlamentní  | Liberální strana Austrálie             |                      | [ 22 ] |
| 16. března       | Krym            | referendum   | pro                                    | připojení k Rusku    | [ 23 ] |
| 16. března       | Išikawa         | guvernérské  | Masanori Tanimoto (nez.)               |                      | [ 24 ] |
| 16. - 21. března | Benátsko        | referendum   | pro                                    | nezávislost Benátska | [ 25 ] |
| 22. března       | Srbsko          | parlamentní  | Srbská pokroková strana                |                      | [ 26 ] |
| 22. března       | Maledivy        | parlamentní  | Pokroková strana Malediv               |                      | [ 27 ] |
| 29. března       | Slovensko       | prezidentské | Andrej Kiska (nez.)                    | 2. kolo              | [ 28 ] |

### Duben
| Datum     | Země          | Volby        | Vítěz                                              | Poznámky         | Ref           |
| --------- | ------------- | ------------ | -------------------------------------------------- | ---------------- | ------------- |
| 1. dubna  | Malta         | prezidentské | Marie Louise Coleiro Preca (PL)                    | nepřímé          | [ 29 ]        |
| 5. dubna  | Afghánistán   | prezidentské | Abdulláh Abdulláh (NCA) Ašraf Ghaní (nez.)         | 1. kolo          | [ 30 ]        |
| 6. dubna  | Kostarika     | prezidentské | Luis Guillermo Solís (PAC)                         | 2. kolo          | [ 31 ]        |
| 6. dubna  | Maďarsko      | parlamentní  | Fidesz - Maďarská občanská unie                    |                  | [ 32 ]        |
| 6. dubna  | Kjóto         | guvernérské  | Keidži Jamada (nez.)                               |                  | [ 33 ]        |
| 7. dubna  | Québec        | parlamentní  | Liberální strana Quebecu                           |                  | [ 34 ]        |
| 7. dubna  | Indie         | parlamentní  | viz 9. fáze                                        | 1. fáze          |               |
| 9. dubna  | Indonésie     | parlamentní  | Indonéská demokratická strana - boj                |                  | [ 35 ]        |
| 9. dubna  | Indie         | parlamentní  | viz 9. fáze                                        | 2. fáze          |               |
| 10. dubna | Indie         | parlamentní  | viz 9. fáze                                        | 3. fáze          |               |
| 12. dubna | Indie         | parlamentní  | viz 9. fáze                                        | 4. fáze          |               |
| 13. dubna | Guinea-Bissau | parlamentní  | Africká strana za nezávislost Guineje a Kapverd    |                  | [ 36 ] [ 37 ] |
| 13. dubna | Guinea-Bissau | prezidentské | Jose Mario Vaz (PAIGC) Nuno Gomes Nabiam (nez.)    | 1. kolo          | [ 38 ]        |
| 13. dubna | Makedonie     | prezidentské | Ďorge Ivanov (VMRO-DPMNE) Stevo Pendarovski (SDSM) | 1. kolo          | [ 39 ]        |
| 17. dubna | Alžírsko      | prezidentské | Abdelazíz Buteflika (FLN)                          |                  | [ 40 ]        |
| 17. dubna | Indie         | parlamentní  | viz 9. fáze                                        | 5. fáze          |               |
| 23. dubna | Libanon       | prezidentské | Samir Džadža (LFP)                                 | 1. kolo, nepřímé | [ 41 ]        |
| 24. dubna | Indie         | parlamentní  | viz 9. fáze                                        | 6. fáze          |               |
| 27. dubna | Makedonie     | prezidentské | Ďorge Ivanov (VMRO-DPMNE)                          | 2. kolo          | [ 42 ]        |
| 27. dubna | Makedonie     | parlamentní  | VMRO-DPMNE                                         |                  | [ 43 ]        |
| 30. dubna | Irák          | parlamentní  | Stát práva                                         |                  | [ 44 ]        |
| 30. dubna | Indie         | parlamentní  | viz 9. fáze                                        | 7. fáze          |               |
| 30. dubna | Libanon       | prezidentské | zrušeno                                            | 2. kolo, nepřímé |               |

### Květen
| Datum              | Země               | Volby           | Vítěz                                                                 | Poznámky                                 | Ref    |
| ------------------ | ------------------ | --------------- | --------------------------------------------------------------------- | ---------------------------------------- | ------ |
| 4. května          | Panama             | prezidentské    | Juan Carlos Varela (Partido Panameñista)                              |                                          | [ 45 ] |
| 4. května          | Panama             | parlamentní     | Demokratická změna                                                    |                                          | [ 46 ] |
| 7. května          | Indie              | parlamentní     | viz 9. fáze                                                           | 8. fáze                                  |        |
| 7. května          | Libanon            | prezidentské    | zrušeno                                                               | 3. kolo, nepřímé                         |        |
| 7. května          | Jižní Afrika       | parlamentní     | Africký národní kongres                                               |                                          | [ 47 ] |
| 11. května         | Litva              | prezidentské    | Dalia Grybauskaitė (nez.) Zigmantas Balčytis (LSDP)                   | 1. kolo                                  | [ 48 ] |
| 11. května         | Doněcká oblast     | referendum      | pro                                                                   | nezávislost Doněcké lidové republiky     | [ 49 ] |
| 11. května         | Luhanská oblast    | referendum      | pro                                                                   | nezávislost Luhanské lidové republiky    | [ 50 ] |
| 12. května         | Indie              | parlamentní     | Indická lidová strana                                                 | 9. fáze                                  | [ 51 ] |
| 15. května         | Libanon            | prezidentské    | zrušeno                                                               | 4. kolo, nepřímé                         |        |
| 18. května         | Guinea-Bissau      | prezidentské    | José Mário Vaz (PAIGC)                                                | 2. kolo                                  | [ 52 ] |
| 18. května         | Švýcarsko          | referendum      |                                                                       | více témat                               | [ 53 ] |
| 20. května         | Malawi             | parlamentní     | Demokratická pokroková strana                                         |                                          | [ 54 ] |
| 20. května         | Malawi             | prezidentské    | Peter Mutharika (DPP)                                                 |                                          | [ 55 ] |
| 22. května         | Libanon            | prezidentské    | zrušeno                                                               | 5. kolo, nepřímé                         |        |
| 22. – 25. května   | Evropská unie      | parlamentní     | Evropská lidová strana                                                |                                          | [ 56 ] |
| * 25. května       | Belgie             | europarlamentní | Nová vlámská aliance                                                  |                                          |        |
| * 25. května       | Bulharsko          | europarlamentní | Občané pro evropský rozvoj Bulharska                                  |                                          | [ 57 ] |
| * 23. – 24. května | Česko              | europarlamentní | ANO 2011                                                              |                                          | [ 58 ] |
| * 25. května       | Dánsko             | europarlamentní | Dánská lidová strana                                                  |                                          | [ 59 ] |
| * 25. května       | Estonsko           | europarlamentní | Estonská reformní strana                                              |                                          | [ 60 ] |
| * 25. května       | Finsko             | europarlamentní | Strana národní koalice                                                |                                          | [ 61 ] |
| * 25. května       | Francie            | europarlamentní | Národní fronta                                                        |                                          | [ 62 ] |
| * 25. května       | Chorvatsko         | europarlamentní | Chorvatské demokratické společenství                                  |                                          | [ 63 ] |
| * 23. května       | Irsko              | europarlamentní | Fine Gael                                                             |                                          |        |
| * 25. května       | Itálie             | europarlamentní | Demokratická strana                                                   |                                          | [ 64 ] |
| * 25. května       | Kypr               | europarlamentní | Demokratické shromáždění                                              |                                          | [ 65 ] |
| * 25. května       | Litva              | europarlamentní | Svaz domoviny                                                         |                                          |        |
| * 24. května       | Lotyšsko           | europarlamentní | Jednota                                                               |                                          |        |
| * 25. května       | Lucembursko        | europarlamentní | Křesťanskosociální lidová strana                                      |                                          |        |
| * 25. května       | Maďarsko           | europarlamentní | Fidesz - Maďarská občanská unie                                       |                                          | [ 66 ] |
| * 24. května       | Malta              | europarlamentní | Labouristická strana                                                  |                                          | [ 67 ] |
| * 25. května       | Německo            | europarlamentní | Křesťanskodemokratická unie                                           |                                          | [ 68 ] |
| * 22. května       | Nizozemsko         | europarlamentní | Demokraté 66                                                          |                                          | [ 69 ] |
| * 25. května       | Polsko             | europarlamentní | Občanská platforma                                                    |                                          | [ 70 ] |
| * 25. května       | Portugalsko        | europarlamentní | Socialistická strana                                                  |                                          | [ 71 ] |
| * 25. května       | Rakousko           | europarlamentní | Rakouská lidová strana                                                |                                          | [ 72 ] |
| * 25. května       | Rumunsko           | europarlamentní | Sociálně demokratická strana                                          |                                          | [ 73 ] |
| * 25. května       | Řecko              | europarlamentní | Koalice radikální levice                                              |                                          | [ 74 ] |
| * 24. května       | Slovensko          | europarlamentní | SMER - sociálna demokracia                                            |                                          |        |
| * 25. května       | Slovinsko          | europarlamentní | Slovinská demokratická strana                                         |                                          |        |
| * 22. května       | Spojené království | europarlamentní | Strana nezávislosti Spojeného království                              |                                          | [ 75 ] |
| * 25. května       | Španělsko          | europarlamentní | Lidová strana                                                         |                                          | [ 76 ] |
| * 22. května       | Švédsko            | europarlamentní | Sociální demokraté                                                    |                                          | [ 77 ] |
| 25. května         | Belgie             | spolkové        | Nová vlámská aliance                                                  |                                          | [ 78 ] |
| 25. května         | Kolumbie           | prezidentské    | Óscar Iván Zuluaga (Demokratický střed) Juan Manuel Santos (Strana U) | 1. kolo                                  | [ 79 ] |
| 25. května         | Dánsko             | referendum      | pro                                                                   | připojení k Jednotnému patentovému soudu | [ 80 ] |
| 25. května         | Litva              | prezidentské    | Dalia Grybauskaitė (nez.)                                             | 2. kolo                                  | [ 81 ] |
| 25. května         | Ukrajina           | prezidentské    | Petro Porošenko (nez.)                                                |                                          | [ 82 ] |
| 26. – 28. května   | Egypt              | prezidentské    | Abd al-Fattáh as-Sísí (nez.)                                          |                                          | [ 83 ] |

### Červen
| Datum      | Země              | Volby        | Vítěz                           | Poznámky          | Ref    |
| ---------- | ----------------- | ------------ | ------------------------------- | ----------------- | ------ |
| 3. června  | Sýrie             | prezidentské | Bašár al-Asad (Baas)            |                   | [ 84 ] |
| 8. června  | Kosovo            | parlamentní  | Demokratická strana Kosova      |                   | [ 85 ] |
| 8. června  | Jižní Osetie      | parlamentní  | Jednotná Osetie                 |                   | [ 86 ] |
| 9. června  | Libanon           | prezidentské | zrušeno                         | 6. kolo, nepřímé  |        |
| 10. června | Izrael            | prezidentské | Re'uven Rivlin (Likud)          | nepřímé           | [ 87 ] |
| 12. června | Antigua a Barbuda | parlamentní  | Antiguiská labouristická strana |                   | [ 88 ] |
| 12. června | Ontario           | parlamentní  | Ontarijská liberální strana     |                   | [ 89 ] |
| 14. června | Afghánistán       | prezidentské | Ašraf Ghaní (nez.)              | 2. kolo           | [ 90 ] |
| 15. června | Kolumbie          | prezidentské | Juan Manuel Santos (U)          | 2. kolo           | [ 91 ] |
| 15. června | Lichtenštejnsko   | referendum   | proti                           | zákon o důchodech | [ 92 ] |
| 17. června | Libanon           | prezidentské | zrušeno                         | 7. kolo, nepřímé  |        |
| 21. června | Mauritánie        | prezidentské | Muhammad Úld Abd al-Azíz (UPR)  |                   | [ 93 ] |
| 25. června | Libye             | parlamentní  |                                 |                   |        |

### Červenec
| Datum        | Země            | Volby        | Vítěz                    | Poznámky         | Ref    |
| ------------ | --------------- | ------------ | ------------------------ | ---------------- | ------ |
| 2. července  | Libanon         | prezidentské | zrušeno                  | 8. kolo, nepřímé |        |
| 9. července  | Cookovy ostrovy | parlamentní  | Strana Cookových ostrovů |                  | [ 94 ] |
| 9. července  | Indonésie       | prezidentské | Joko Widodo (PDI-P)      |                  | [ 95 ] |
| 13. července | Slovinsko       | parlamentní  | Strana Miro Cerara       | předčasné        | [ 96 ] |
| 23. července | Libanon         | prezidentské | zrušeno                  | 9. kolo, nepřímé |        |
| 24. července | Irák            | prezidentské | Fuád Masúm (PUK)         | nepřímé          | [ 97 ] |

### Srpen
| Datum     | Země                           | Volby        | Vítěz                       | Poznámky          | Ref     |
| --------- | ------------------------------ | ------------ | --------------------------- | ----------------- | ------- |
| 10. srpna | Turecko                        | prezidentské | Recep Tayyip Erdoğan (AKP)  |                   | [ 98 ]  |
| 12. srpna | Libanon                        | prezidentské | zrušeno                     | 10. kolo, nepřímé |         |
| 24. srpna | Abcházie                       | prezidentské | Raul Chadžimba (FNUA)       |                   | [ 99 ]  |
| 29. srpna | Svatý Martin (nizozemská část) | parlamentní  | Spojená lidová strana       |                   | [ 100 ] |
| 31. srpna | Sasko                          | parlamentní  | Křesťanskodemokratická unie |                   | [ 101 ] |

### Září
| Datum        | Země          | Volby        | Vítěz                                               | Poznámky               | Ref     |
| ------------ | ------------- | ------------ | --------------------------------------------------- | ---------------------- | ------- |
| 2. září      | Libanon       | prezidentské | zrušeno                                             | 11. kolo, nepřímé      |         |
| 14. září     | Švédsko       | parlamentní  | Švédská sociálně demokratická dělnická strana       |                        | [ 102 ] |
| 14. září     | Braniborsko   | parlamentní  | Sociálnědemokratická strana Německa                 |                        | [ 103 ] |
| 14. září     | Durynsko      | parlamentní  | Křesťanskodemokratická unie                         |                        | [ 103 ] |
| 14. září     | Rusko         | regionální   | Jednotné Rusko                                      |                        |         |
| 17. září     | Fidži         | parlamentní  | FijiFirst                                           |                        | [ 104 ] |
| 18. září     | Skotsko       | referendum   | proti                                               | vyhlášení nezávislosti | [ 105 ] |
| 19.–20. září | Česko         | senátní      | Ivana Cabrnochová (SZ+ČSSD) Jana Dušková (ANO 2011) | doplňovací; 1. kolo    | [ 106 ] |
| 20. září     | Nový Zéland   | parlamentní  | Novozélandská národní strana                        |                        | [ 107 ] |
| 21. září     | Vorarlbersko  | parlamentní  | Rakouská lidová strana                              |                        | [ 108 ] |
| 22. září     | Nový Brunšvik | parlamentní  | Novobrunšvická liberální asociace                   |                        | [ 109 ] |
| 23. září     | Libanon       | prezidentské | zrušeno                                             | 12. kolo, nepřímé      |         |
| 26.–27. září | Česko         | senátní      | Ivana Cabrnochová (SZ+ČSSD)                         | doplňovací; 2. kolo    | [ 106 ] |
| 28. září     | Francie       | senátní      | Unie pro lidové hnutí                               |                        | [ 110 ] |

### Říjen
| Datum         | Země                         | Volby        | Vítěz                                                              | Poznámky          | Ref     |
| ------------- | ---------------------------- | ------------ | ------------------------------------------------------------------ | ----------------- | ------- |
| 4. října      | Lotyšsko                     | parlamentní  | Centrum shody                                                      |                   | [ 111 ] |
| 5. října      | Brazílie                     | prezidentské | Dilma Rousseffová (PT) Aécio Neves (PSDB)                          | 1. kolo           | [ 112 ] |
| 5. října      | Brazílie                     | senátní      | Strana brazilského demokratického hnutí                            |                   | [ 113 ] |
| 5. října      | Brazílie                     | sněmovní     | Strana práce                                                       |                   | [ 114 ] |
| 5. října      | Bulharsko                    | parlamentní  | Občané za evropský rozvoj Bulharska                                |                   | [ 115 ] |
| 9. října      | Libanon                      | prezidentské | zrušeno                                                            | 13. kolo, nepřímé |         |
| 10.–11. října | Česko                        | senátní      | Česká strana sociálně demokratická                                 | 1. kolo           | [ 116 ] |
| 10.–11. října | Česko                        | komunální    | ANO 2011                                                           |                   | [ 117 ] |
| 12. října     | Bolívie                      | prezidentské | Evo Morales (MAS-IPSP)                                             |                   | [ 118 ] |
| 12. října     | Bolívie                      | sněmovní     | Hnutí za socialismus                                               |                   | [ 119 ] |
| 12. října     | Bolívie                      | senátní      | Hnutí za socialismus                                               |                   | [ 119 ] |
| 12. října     | Bosna a Hercegovina          | předsednické | Bakir Izetbegović (SDA) Dragan Čović (HDZ) Mladen Ivanić (PDP–SDS) |                   | [ 120 ] |
| 12. října     | Bosna a Hercegovina          | parlamentní  | Strana demokratické akce                                           |                   | [ 121 ] |
| 12. října     | Svatý Tomáš a Princův ostrov | parlamentní  | Nezávislá demokratická akce                                        |                   | [ 122 ] |
| 15. října     | Mosambik                     | prezidentské | Filipe Nyusi (FRELIMO)                                             |                   | [ 123 ] |
| 15. října     | Mosambik                     | parlamentní  | FRELIMO                                                            |                   | [ 123 ] |
| 15. října     | Harijána                     | parlamentní  | Indická lidová strana                                              |                   | [ 124 ] |
| 15. října     | Maháráštra                   | parlamentní  | Indická lidová strana                                              |                   | [ 125 ] |
| 17.–18. října | Česko                        | senátní      | Česká strana sociálně demokratická                                 | 2. kolo           | [ 126 ] |
| 24. října     | Botswana                     | parlamentní  | Botswanská demokratická strana                                     |                   | [ 127 ] |
| 26. října     | Brazílie                     | prezidentské | Dilma Rousseffová (PT)                                             | 2. kolo           | [ 128 ] |
| 26. října     | Tunisko                      | parlamentní  | Hlas Tuniska                                                       |                   | [ 129 ] |
| 26. října     | Ukrajina                     | parlamentní  | Vlastenecká fronta                                                 |                   | [ 130 ] |
| 26. října     | Uruguay                      | prezidentské | Tabaré Vázquez (FA) Luis Alberto Lacalle Pou (PN)                  | 1. kolo           | [ 131 ] |
| 26. října     | Uruguay                      | sněmovní     | Široká fronta                                                      |                   | [ 132 ] |
| 26. října     | Uruguay                      | senátní      | Široká fronta                                                      |                   | [ 132 ] |
| 29. října     | Libanon                      | prezidentské | zrušeno                                                            | nepřímé, 14. kolo |         |

### Listopad
| Datum         | Země                      | Volby          | Vítěz                                                      | Poznámky                                                        | Ref     |
| ------------- | ------------------------- | -------------- | ---------------------------------------------------------- | --------------------------------------------------------------- | ------- |
| 2. listopadu  | Rumunsko                  | prezidentské   | Victor Ponta (PSD) Klaus Iohannis (PNL)                    | 1. kolo                                                         | [ 133 ] |
| 2. listopadu  | Doněcká lidová republika  | prezidentské   | Alexandr Zacharčenko (Doněcká republika)                   |                                                                 | [ 134 ] |
| 2. listopadu  | Doněcká lidová republika  | parlamentní    | Doněcká republika                                          |                                                                 | [ 135 ] |
| 2. listopadu  | Luhanská lidová republika | prezidentské   | Igor Plotnický (Mír pro Luhansko)                          |                                                                 | [ 136 ] |
| 2. listopadu  | Luhanská lidová republika | parlamentní    | Mír pro Luhansko                                           |                                                                 | [ 137 ] |
| 4. listopadu  | Spojené státy americké    | senátní        | Republikánská strana                                       |                                                                 | [ 138 ] |
| 4. listopadu  | Spojené státy americké    | sněmovní       | Republikánská strana                                       |                                                                 | [ 138 ] |
| 4. listopadu  | Spojené státy americké    | guvernérské    | Republikánská strana                                       |                                                                 | [ 138 ] |
| 4. listopadu  | Washington, D.C.          | volba starosty | Muriel Bowserová (D)                                       |                                                                 | [ 139 ] |
| 9. listopadu  | Katalánsko                | referendum     | pro                                                        | nezávislost Katalánska                                          | [ 140 ] |
| 15. listopadu | Slovensko                 | komunální      | SMER - sociálna demokracia                                 |                                                                 | [ 141 ] |
| 16. listopadu | Rumunsko                  | prezidentské   | Klaus Iohannis (PNL)                                       | 2. kolo                                                         | [ 142 ] |
| 16. listopadu | Ehime                     | guvernérské    |                                                            |                                                                 |         |
| 16. listopadu | Okinawa                   | guvernérské    | Onaga Juši (nez.)                                          |                                                                 | [ 143 ] |
| 19. listopadu | Libanon                   | prezidentské   | zrušeno                                                    | nepřímé, 15. kolo                                               |         |
| 19. listopadu | Šalomounovy ostrovy       | parlamentní    | Strana demokratické aliance                                |                                                                 | [ 144 ] |
| 22. listopadu | Bahrajn                   | parlamentní    | nezávislí                                                  | 1. kolo                                                         | [ 145 ] |
| 23. listopadu | Tunisko                   | prezidentské   | Al-Bádží Qáid as-Sabsí (Hlas Tuniska) Munsif Marzúkí (CPR) | 1. kolo                                                         | [ 146 ] |
| 23. listopadu | Kalábrie                  | regionální     | Mario Gerardo Oliverio (PD)                                |                                                                 | [ 147 ] |
| 23. listopadu | Emilia-Romagna            | regionální     | Stefano Bonaccini (PD)                                     |                                                                 | [ 147 ] |
| 25. listopadu | Džhárkhand                | parlamentní    | viz poslední fáze                                          | 1. fáze                                                         |         |
| 25. listopadu | Džammú a Kašmír           | parlamentní    | viz poslední fáze                                          | 1. fáze                                                         |         |
| 25. listopadu | Tonga                     | parlamentní    | Demokratická strana přátelských ostrovů                    |                                                                 | [ 148 ] |
| 28. listopadu | Grónsko                   | parlamentní    | Siumut                                                     |                                                                 | [ 149 ] |
| 29. listopadu | Namibie                   | parlamentní    | SWAPO                                                      |                                                                 | [ 150 ] |
| 29. listopadu | Namibie                   | prezidentské   | Hage Geingob (SWAPO)                                       |                                                                 | [ 151 ] |
| 29. listopadu | Victoria                  | parlamentní    | Australská strana práce                                    |                                                                 | [ 152 ] |
| 29. listopadu | Bahrajn                   | parlamentní    | nezávislí                                                  | 2. kolo                                                         | [ 145 ] |
| 30. listopadu | Moldavsko                 | parlamentní    | Strana socialistů Moldavské republiky                      |                                                                 | [ 153 ] |
| 30. listopadu | Uruguay                   | prezidentské   | Tabaré Vázquez (Široká fronta)                             | 2. kolo                                                         | [ 154 ] |
| 30. listopadu | Wakajama                  | guvernérské    |                                                            |                                                                 |         |
| 30. listopadu | Švýcarsko                 | referendum     | proti; proti                                               | zvýšení zlatých rezerv; omezení imigrace; zrušení paušální daně | [ 155 ] |

### Prosinec
| Datum           | Země            | Volby          | Vítěz                                                     | Poznámky          | Ref     |
| --------------- | --------------- | -------------- | --------------------------------------------------------- | ----------------- | ------- |
| 2. prosince     | Džhárkhand      | parlamentní    | viz poslední fáze                                         | 2. fáze           |         |
| 2. prosince     | Džammú a Kašmír | parlamentní    | viz poslední fáze                                         | 2. fáze           |         |
| 3. prosince     | Švýcarsko       | prezidentské   | Simonetta Sommarugová (SP)                                | nepřímé           | [ 156 ] |
| 6. prosince     | Louisiana       | senátní        | Bill Cassidy (R)                                          | 2. kolo           | [ 157 ] |
| 8. prosince     | Dominika        | parlamentní    | Dominická labouristická strana                            |                   | [ 158 ] |
| 9. prosince     | Džhárkhand      | parlamentní    | viz poslední fáze                                         | 3. fáze           |         |
| 9. prosince     | Džammú a Kašmír | parlamentní    | viz poslední fáze                                         | 3. fáze           |         |
| 9.–10. prosince | Německo         | vnitostranické | Angela Merkelová                                          | volba vedení CDU  | [ 159 ] |
| 10. prosince    | Mauricius       | parlamentní    | Militantní socialistické hnutí                            |                   | [ 160 ] |
| 10. prosince    | Sark            | všeobecné      | nestraníci                                                |                   | [ 161 ] |
| 10. prosince    | Libanon         | prezidentské   | zrušeno                                                   | 16. kolo, nepřímé |         |
| 14. prosince    | Japonsko        | parlamentní    | Liberální demokratická strana                             |                   | [ 162 ] |
| 14. prosince    | Džhárkhand      | parlamentní    | viz poslední fáze                                         | 4. fáze           |         |
| 14. prosince    | Džammú a Kašmír | parlamentní    | viz poslední fáze                                         | 4. fáze           |         |
| 17. prosince    | Řecko           | prezidentské   | nikdo nezvolen                                            | 1. kolo, nepřímé  | [ 163 ] |
| 20. prosince    | Džhárkhand      | parlamentní    | Indická lidová strana                                     | 5. fáze           | [ 164 ] |
| 20. prosince    | Džammú a Kašmír | parlamentní    | Lidová demokratická strana Džammú a Kašmíru               | 5. fáze           | [ 164 ] |
| 20. prosince    | Libérie         | senátní        | Kongres pro demokratickou změnu                           |                   | [ 165 ] |
| 21. prosince    | Tunisko         | prezidentské   | Al-Bádží Qáid as-Sabsí (Hlas Tuniska)                     | 2. kolo           | [ 166 ] |
| 21. prosince    | Uzbekistán      | parlamentní    | Liberální demokratická strana Uzbekistánu                 | 1. kolo           | [ 167 ] |
| 23. prosince    | Řecko           | prezidentské   | nikdo nezvolen                                            | 2. kolo, nepřímé  | [ 168 ] |
| 28. prosince    | Chorvatsko      | prezidentské   | Ivo Josipović (nez.) Kolinda Grabarová Kitarovićová (HDZ) | 1. kolo           | [ 169 ] |
| 29. prosince    | Řecko           | prezidentské   | nikdo nezvolen                                            | 3. kolo, nepřímé  | [ 170 ] |